# Georges Casanova
Auguste Georges Casanova (* 26. Juli 1890 in Algier, Algerien; † 20. Februar 1932 ebenda) war ein französischer Degenfechter.

## Erfolge
Georges Casanova nahm an den Olympischen Spielen 1920 in Antwerpen teil. In der Einzelkonkurrenz belegte er den fünften Rang, mit der französischen Equipe erreichte er die Finalrunde, die hinter Italien und Belgien auf dem Bronzerang abgeschlossen wurde.